# Apachekolos scapularis
Apachekolos scapularis là một loài ruồi trong họ Asilidae. Apachekolos scapularis được Bigot miêu tả năm 1878. Loài này phân bố ở vùng Tân Bắc giới.